# 枯瘦突眼蟹
枯瘦突眼蟹（学名：Oregonia gracilis）为蜘蛛蟹科突眼蟹属的动物。分布于日本、白令海到加利福尼亚，包括黄海、渤海湾等海域，生活环境为海水，多见于浅水至深水370米的泥沙质海底。
其种加词来源于拉丁文“gracilis”，意为“纤细的”。